# Tucuruvi (bairro)
Tucuruvi é um bairro do distrito homônimo, na Zona Norte do município de São Paulo, no Brasil.
Bairros como Mandaqui, Tremembé e Tucuruvi se formaram no entorno das estações do trem. Hoje, o Tucuruvi é um dos bairros mais importantes da Zona Norte de São Paulo e abriga a última estação da Linha 1 do Metrô de São Paulo.
O Tramway da Cantareira, implantado para a construção do reservatório de água no alto da serra, incentivou o surgimento de numerosas chácaras no início do século XX, que produziam hortaliças e serviam também como local de descanso e férias. O loteamento da região teve início nas décadas de 1920 e 1930, mas a ocupação dos lotes não acompanhou esse ritmo. Bairros como Mandaqui, Tremembé e Tucuruvi se formaram no entorno das estações do trem.
O Tucuruvi manteve aspectos rurais durante muito tempo. Até 1965, o trem da Cantareira ainda era um dos únicos meios de transporte dos seus moradores. Hoje, o Tucuruvi é um dos bairros mais importantes da zona Norte e abriga a última estação da linha Norte/Sul do Metrô.

## Etimologia
Seu nome vem da língua tupi e significa "gafanhoto verde", através da junção dos termos tukura (gafanhoto) e oby (verde).

## História
Quando inglês William Harding adquire a fazenda Itaguaravi em 24 de outubro de 1903 começa a construir sua casa, de arquitetura vitoriana, que fica pronta em 1912 no topo da Av. Luiz Dumont Villares, chamando o local de Villa Harding (que seria demolido na década de 1970) , embora o nome Tucuruvi já apareça em escrituras de 1856.

## Características
Fica próximo à Serra da Cantareira. É conhecido por ser o bairro onde se situa a sede da escola de samba Acadêmicos do Tucuruvi e a Subprefeitura de Santana-Tucuruvi, além da Estação Tucuruvi do Metrô. Dentre as principais vias do bairro, estão: Avenida Tucuruvi, Avenida Mazzei, Avenida Guapira, Avenida Nova Cantareira, Avenida Coronel Sezefredo Fagundes, Avenida Luiz Dumont Villares e Avenida Doutor Antônio Maria Laet - essas duas últimas compõem o Corredor Norte-Sul.
Alem dos acessos á Mairiporã, via Serra da Cantareira, o bairro é o ponto inicial da Rodovia SP-08 (Coronel Sezefredo Fagundes), que Liga São Paulo a Socorro. O bairro é classificado pelo CRECI como "Zona de Valor C", assim como outros bairros da capital como Santana, Tatuapé e Barra Funda.